# Rue de la Lingerie
La rue de la Lingerie est une voie du 1er arrondissement de Paris, en France.

## Origine du nom
Cette rue doit son nom aux lingères auxquelles Saint Louis permit d'étaler leurs marchandises le long du cimetière des Innocents jusqu'au marché aux Poirées.

## Historique
Cette voie existait déjà au commencement du XIIIe siècle, lorsque par une ordonnance de 1302, Saint-Louis autorisa les « povres fames lingières et les povres et pitéables persones vendeurs de menuls ferperies » à établir leurs petites boutiques pour vendre au cimetière des Innocents. Comme cette rue était alors en partie réservée aux lingères dont le bureau était au no 6 de la rue Courtalon, on lui donna le nom de « rue de la Lingerie ». 
Les gantiers étaient établis de l'autre côté de cette rue. 
Les boutiques des lingères subsistèrent en cet endroit jusqu'au règne de Henri II. Ce prince, ayant racheté toutes les halles, vendit cet emplacement à plusieurs particuliers à la charge d'y construire des maisons qui ont formé une rue appelée « rue de la Lingerie ».
Cette voie est citée dans Le Dit des rues de Paris de Guillot de Paris sous la forme « rue de la Lingerie ».
Elle est citée sous le nom de « rue de la Lingerie » dans un manuscrit de 1636.
En 1642, la rue compte encore dix lingères.

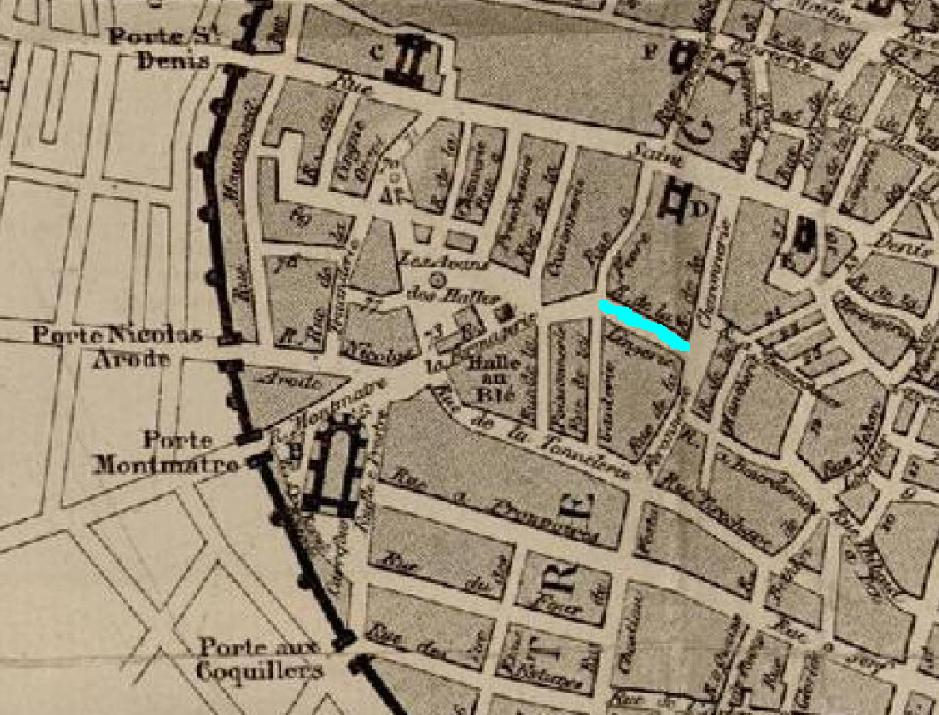
Positionnement de la rue de la Lingerie, quartier Saint-Eustache, dans Le Dit des rues de Paris de Guillot de Paris.
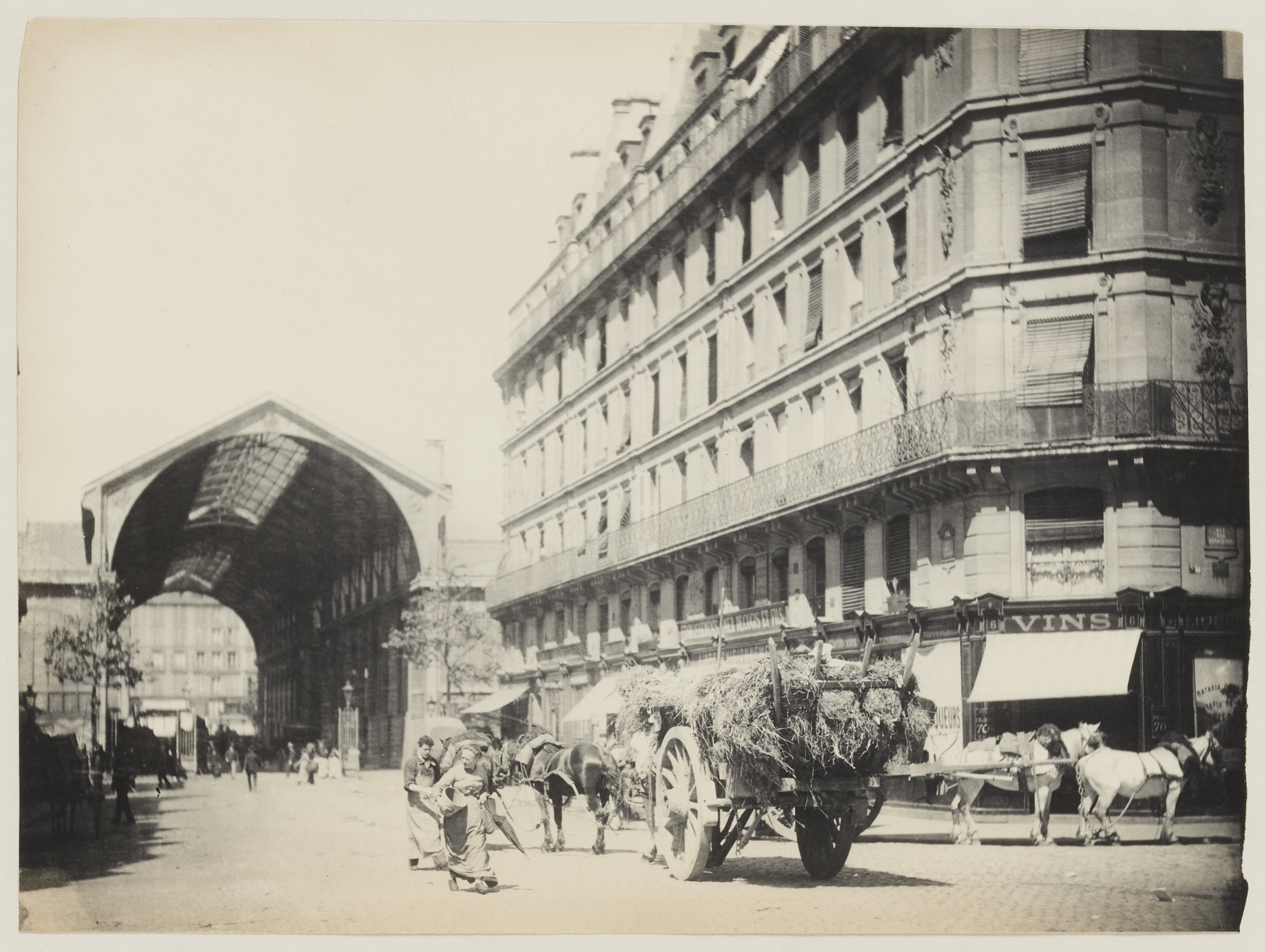
La rue de la Lingerie et en arrière-plan Les Halles.
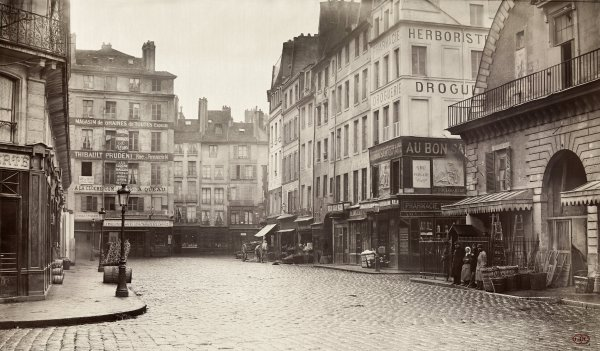
La rue de la Lingerie en 1865.

À partir de 1788, la rue longe à l'est le marché des Innocents qui remplace l'ancien cimetière, son côté ouest étant l'ancienne rue de la Ganterie. La rue longeait également  jusqu'à sa démolition en 1867 la halle aux draps reconstruite en 1786 entre la rue de la Poterie et la rue de la Petite friperie (supprimée en 1867).
Au XIXe siècle, la rue de la Lingerie commençait 1-2, rue Saint-Honoré et 14-39, rue de la Ferronnerie et finissait aux 1-2, rue de la Grande-Friperie et place du Marché-des-Innocents en 1817, puis rue aux Fers en 1844 et était située dans l'ancien 4e arrondissement, quartier des Marchés.

Les numéros de la rue étaient noirs. Le dernier numéro impair était le no 15 et il n'y avait pas de numéros pairs.
En 1860, le marché des Innocents est supprimé et sa partie ouest est occupée par un îlot d'immeubles qui borde le côté est de la rue.
Ces immeubles de 1860 sont détruits en 1973 et remplacés par un îlot qui s'étend à l'ouest de la rue. La partie de la voie entre la rue des Innocents et la rue Berger disparaît dans cet aménagement urbain. La rue ne compte plus que les 2 immeubles des numéros 2 et 2 bis de part et d'autre de la rue de la Ferronnerie.

## Bâtiments remarquables et lieux de mémoire
Situés sur la partie disparue de la rue.
- No 11 : emplacement d'un passage voûté qui servait d'entrée à la rue au Lard.
- No 15 : emplacement de la pharmacie à l'enseigne Au bon samaritain[6]

## Pour approfondir